# Manuel Tamayo Castro
Manuel Tamayo Castro (Madrid, 1917 - Madrid, 18 de septiembre de 1977) fue un escritor, guionista y director de cine español.

## Biografía
Era sobrino nieto del dramaturgo Manuel Tamayo y Baus y nieto del actor Victorino Tamayo. Su trabajo como guionista cinematográfico se inició en 1941 con Primer amor, de Claudio de la Torre, una adaptación de Iván Turgueniev. En 1942 fue contratado por la productora Cifesa y más tarde por la productora catalana Emisora Films e intervino en unos cuantos guiones, al principio en colaboración con otro importante guionista de entonces, Alfredo Echegaray (Madrid, 1918 - Madrid, 1958), sobrino nieto del famoso premio Nobel, y después solo o en colaboración con Julio Coll y otros autores.
Entre 1947 y 1950 Manuel Tamayo dirigió tres películas: Leyenda de Navidad (1947), El hombre de mundo (1949) y Un soltero difícil (1950), de las que también elaboró los guiones; volvió después a su dedicación exclusiva como guionista, trabajando hasta 1971 para cintas dirigidas por Juan de Orduña, Ladislao Vajda, Francesc Rovira i Beleta, José Antonio Nieves Conde, José María Forqué, Ramón Torrado, José Gutiérrez Maesso, Luis Lucía, Luis César Amadori, Rafael Gil, Florián Rey, Pedro Lazaga, Antonio Fernández-Román, Manuel Mur Oti, Ignacio Iquino, Antonio Momplet, Julio Salvador, José López Rubio, José María Castellví, Fernando Delgado, Claudio de la Torre, Alejandro Ulloa, Jerónimo Mihura, Gilberto Martínez Solares, Carlos Schlieper, Renato dall'Ara y León Klimovsky, participando en al menos 61 guiones de cine y televisión, y según otros más de ochenta. Un sector bastante amplio de su producción consistió en adaptaciones de zarzuelas (La revoltosa, El huésped del sevillano, Bohemios) o de narradores o dramaturgos clásicos de la literatura sobre todo española, pero también extranjera (Charles Dickens, Iván Turgueniev, Pío Baroja, Ricardo Baroja, Vicente Blasco Ibáñez, Armando Palacio Valdés, Ventura de la Vega, Pedro Calderón de la Barca, Ricardo León, Rafael López de Haro, Elena Quiroga, Carmen de Icaza, Víctor Balaguer, Juan Aguilar Catena, José López Rubio, Antonio Quintero...). Incluso se acercó al documental, con el polémico España debe saber (1977), dirigido por Eduardo Manzanos y estrenado el año de su muerte, donde se aborda el pasado franquista y la incipiente transición.
Destacan sus trabajos para Tarde de toros (1956) de Ladislao Vajda, El batallón de las sombras (1957), de Manuel Mur Oti y ¿Dónde vas Alfonso XII? (1958) de Luis César Amadori.
Estuvo casado con Pilar Fortuny Company, de la que no tuvo hijos, y fue consejero y director de la sección de Cinematografía y TV de la SGAE, secretario del Montepío de Autores y vocal del Consejo Superior de Cinematografía.